# 822
822(팔백이십이)는 821보다 크고 823보다 작은 자연수다.

## 수학
- 합성수로, 그 약수는 1, 2, 3, 6, 137, 274, 411, 822이다. 진약수의 합은 834이므로, 822는 과잉수다.
  - 제곱 인수가 없는 43번째 과잉수다. 이 성질을 지닌 앞의 수는 798, 다음 수는 834다. (OEIS의 수열 A087248)

## 과학·기술
- NGC 822(영어판): 봉황자리 방향에 있는 타원은하.
- 822 랄라게(영어판): 소행성.
- 노키아 루미아 822(영어판): 노키아의 스마트폰.

## 교통

### 철도
- 수도권 전철 8호선 산성역의 역번호.

### 도로
- 822번 지방도: 전라남도 나주시 노안면에서 화순군 동복면까지 이어지는 대한민국의 지방도.

## 군사
- 822 해군 항공대(영어판): 과거 존재한 영국의 해군 항공대.
- U-822(영어판): 제2차 세계 대전에 사용된 나치 독일의 군용 잠수함.

## 문화유산
- 대한민국의 보물 제822호: 이천 영월암 마애여래입상

## 기타
- 날짜: 8월 22일
- 연도: 822년, 기원전 822년